# 대한민국 헌법 제105조
대한민국 헌법 제105조는 대한민국 헌법의 조항으로, 총 4항으로 되어있다.

## 조항
①대법원장의 임기는 6년으로 하며, 중임할 수 없다.

②대법관의 임기는 6년으로 하며, 법률이 정하는 바에 의하여 연임할 수 있다.

③대법원장과 대법관이 아닌 법관의 임기는 10년으로 하며, 법률이 정하는 바에 의하여 연임할 수 있다.

④법관의 정년은 법률로 정한다.